# Interfície d'usuari amb zoom
En informàtica, una interfície d'usuari zoom o una interfície d'usuari amb apropament/allunyament (ZUI en anglès, que vol dir Zooming user interface) és un entorn gràfic, on els usuaris poden ajustar la mida de l'àrea de visió per tal de veure amb més o menys detall. Un ZUI és un tipus d'interfície gràfica d'usuari (GUI). Els elements d'informació apareixen directament en un escriptori virtual infinit (generalment creat amb gràfics vectorials), en lloc de finestres. Els usuaris poden desplaçar la visió per la superfície virtual en dues dimensions i apropar/allunyar la visió sobre els objectes d'interès. Per exemple, quan un s'acosta a un objecte de text pot ser representat com un petit punt, a continuació, una miniatura d'una pàgina de text, a continuació, una pàgina a mida completa i, finalment, una vista ampliada de la pàgina.
En són exemples els editors de gràfics vectorials, Google Maps, Google Earth, Prezi, etc.